# Ист-Фрихолд
Ист-Фрихолд (англ. East Freehold) ― неинкорпорированная община и статистически обособленная местность в тауншипе Фрихолд, округ Монмут, штат Нью-Джерси, США. По данным переписи 2020 года, численность населения КДП составляла 4987 человек.
Община находится в центральной части округа Монмут и занимает северо-восточную часть тауншипа Фрихолд. На севере она граничит с тауншипом Марлборо, на востоке — с тауншипом Колтс-Нек, а на юго-западе — с боро Фрихолд. Автострада Нью-Джерси Route 18 проходит вдоль северо-восточной границы сообщества, к ней можно подъехать от съезда 22 (CR 537, Colts Neck Road).
По данным Бюро переписи населения США, площадь округа Ист-Фрихолд составляет 2,99 квадратных миль (7,74 км2), из которых 0,01 квадратных мили (0,03 км2), или 0,27%, приходится на водоемы. Большая часть территории общины течет на восток, к ручью Йеллоу-Брук, притоку реки Свиминг, а оттуда к устью реки Навесинк. Юго-западная часть Восточного Фрихолда впадает в ручей Дебуа, приток реки Манаскуан.